# Michael Jackson: Asta-i tot
Michael Jackson: Asta-i tot (în engleză Michael Jackson's This is it) este un film documentar american din 2009 ce conține repetițiile lui Michael Jackson, atât pe scenă cât și în culise, pentru turneul „This is it”. Materialul a fost filmat în The Forum și Staples Center din Los Angeles, California. Deși inițial trebuia să aibă premiera pe 30 octombrie 2009, filmul a fost reprogramat pentru 28 octombrie, fiind difuzat doar pentru 2 săptămâni. Biletele vor fi disponibile cu o lună mai devreme, pe 27 septembrie, pentru a satisface marea cerere.
Pe 10 august 2009, Curtea Superioară a Los Angelesului a aprobat înțelegerea între Familia Michael Jackson, AEG Live și Sony Pictures. Aceasta a permis Sony Pictures să editeye sutele de ore de repetiții folosite la crearea filmului. Sony a plătit 60 de milioane de dolari pentru drepturile de difuzare. Trailerul a apărut prima oară la 2009 MTV Video Music Awards pe 13 septembrie 2009, în același timp cu lansarea site-ului oficial al filmului.

## Conținut
Acest film conține filmări din culise și pe scenă cu Michael Jackson supraveghindu-și și exersând împreună cu echipa pentru cele 50 de concerte. El mai conține și interviuri cu prieteni și Jackson și secvențe în 3D filmate inițial ca părți ale concertelor. 

## Cast
- Cântăreț principal și dansator: Michael Jackson
- Clape: Michael Bearden, Morris Pleasure
- Chitară solo: Orianthi Panagaris
- Chitară ritmică: Thomas Organ
- Chitară bas: Alfred Dunbar
- Percuție: Roger Bashiri Johnson
- Tobe: Jonathan Moffett
- Vocaliști: Judith Hill, Dorian Holley, Darryl Phinnesse, Ken Stacey
- Dansatori: Nicholas Bass, Daniel Celebre, Mekia Cox, Christopher Grant, Misha Hamilton, Shannon Holtzapffel, Devin Jamieson, Charles Klapow, Ricardo Reid, Danielle Rueda Watts, Tyne Stecklein, Timor Steffens

### Cântecele prezentate în film
| 1. "Wanna Be Startin' Somethin'" 2. "Speechless" 3. "Bad" 4. "Smooth Criminal" 5. "Don't Stop 'til You Get Enough" 6. "Jam" 7. "They Don't Care About Us" 8. "HIStory" 9. "The Way You Make Me Feel" 10. "I'll Be There" 11. "Human Nature" 12. "I Want You Back" | 1. "The Love You Save" 2. "Shake Your Body (Down to the Ground)" 3. "I Just Can't Stop Loving You" 4. "Thriller" 5. "Threatened" 6. "Who Is It" 7. "Beat It" 8. "Black or White" 9. "Earth Song" 10. "Billie Jean" 11. "Man in the Mirror" 12. "This Is It" |